# Orgyia vetusta
Orgyia vetusta, anteriorment Hemerocampa vetusta, és una espècie de lepidòpter ditrisi de la família dels erèbids (Erebidae), subfamília Lymantriinae.
Es troba a la costa oest dels Estats Units i a la Colúmbia britànica, així com una població aïllada al Comtat de Boise,a Idaho.

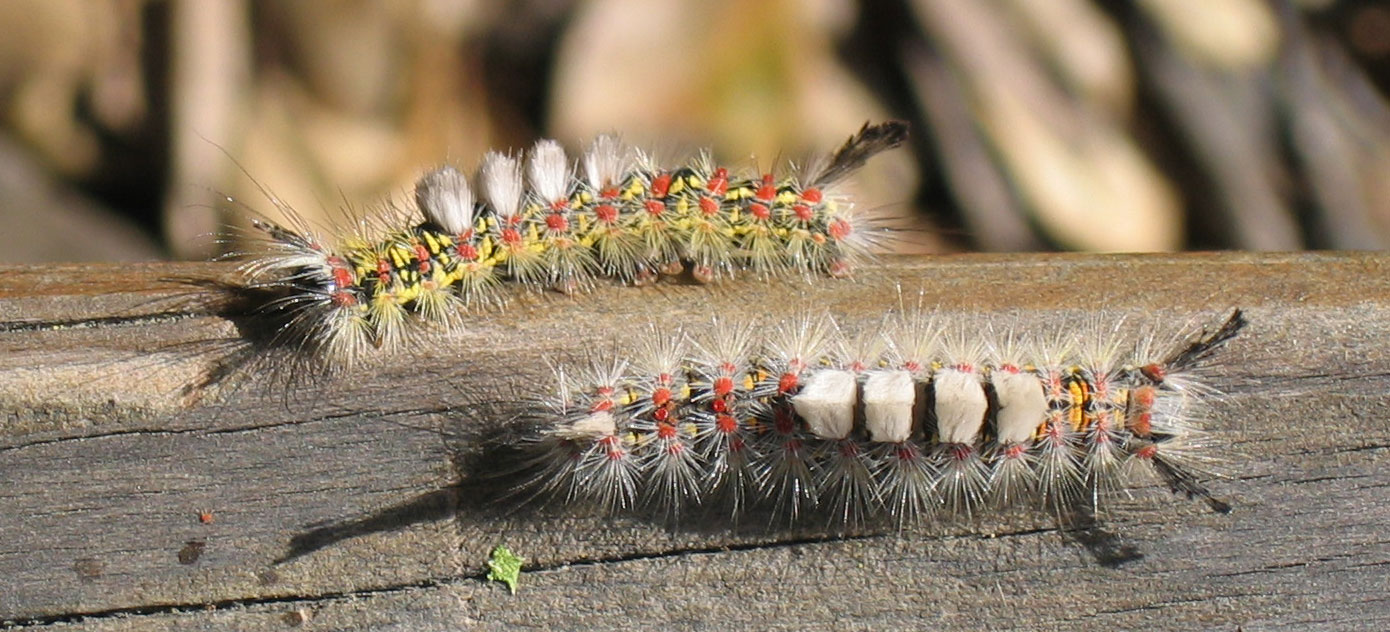
Larves
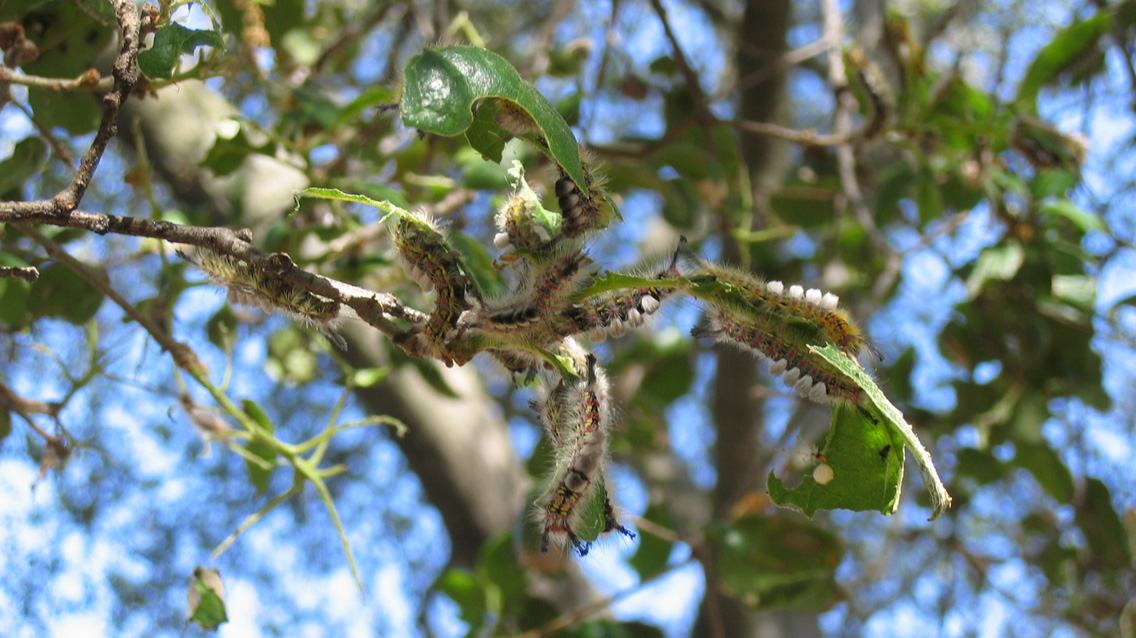
Larves
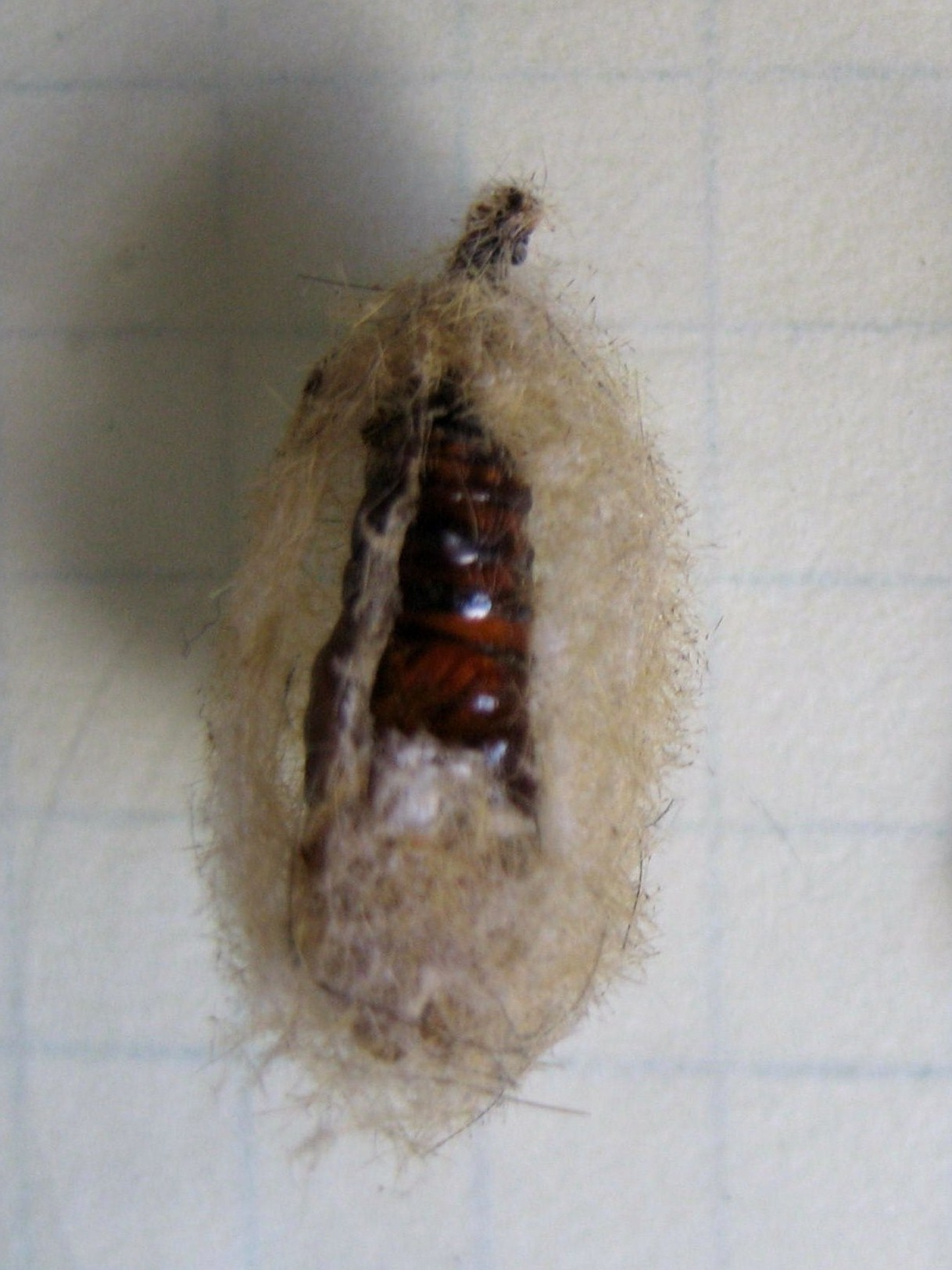
Capoll buit d'Orgyia vetusta, l'exúvia és clarament visible